# Let's Get Out of This Country
Let's Get Out of This Country è il terzo album discografico in studio del gruppo musicale indie pop scozzese Camera Obscura, pubblicato nel 2006.

## Tracce
1. Lloyd, I'm Ready to Be Heartbroken – 3:49
2. Tears for Affairs – 4:04
3. Come Back Margaret – 3:47
4. Dory Previn – 4:16
5. The False Contender – 3:38
6. Let's Get Out of This Country – 3:21
7. Country Mile – 3:59
8. If Looks Could Kill – 3:29
9. I Need All the Friends I Can Get – 3:18
10. Razzle Dazzle Rose – 5:28